# Castelul Montségur
Castelul Montségur (franceză: Château de Montségur) este o fostă cetate în apropiere de Montségur, o comună din Ariège, în sud-vestul Franței. Ruinele sale sunt pe locul unei cetăți distruse a catarilor. Fortăreața din prezent este descrisă ca fiind un „castel catar”, ea datând de fapt dintr-o perioadă mai târzie. A fost desemnată ca fiind monument istoric de către Ministerul Francez de Cultură, din 1862.

## Geografie
Ruinele castelului Montségur se ridică la 1.200 de metri altitudine, în sudul Frantei (în apropierea Munților Pirinei), pe un teren accidentat. Localizată în inima regiunii Languedoc - Midi-Pirineilor francezi, la 80 km de Carcassonne, Montségur domină o formațiune de rocă cunoscuta drept pog - un termen derivat din dialectul languedocian din Occitania - puòg sau puèg însemnând vârf, deal, munte.

## Istorie
Primele semne de așezări omenești în zonă datează încă din Epoca de piatră, în jur de cca. 80.000 de ani în urmă. Dovezi ale ocupației romane, precum monede și unelte, au fost găsite în jurul cetății. Numele său vine din latină: mons securus, care a derivat în mont ségur, ceea ce înseamnă dealul cel sigur în limba occitană. În Evul Mediu, regiunea Montségur a fost condusă de Conții de Toulouse, de Viconții de Carcassonne, iar în final de Conții de Foix. Se știu puține lucruri despre fortificație până la Cruciada Albigensiană. 

### Castelul catar
În jurul anului 1204, Raymond de Péreille, unul dintre cei doi seniori de Montségur, a început să reconstruiască castelul care era în ruine de cel puțin 40 de ani. 
Refortificat, castelul a devenit centrul activităților și casa lui Guilhabert de Castres, un teolog și arhiepiscop catar. În 1233, cetatea a devenit „reședința și capul” (domicilium et caput) bisericii catare. S-a estimat că fortificația adăpostea aproximativ 500 de persoane, când, în 1241, Raymond VII a asediat cetatea Montségur, dar fără succes. Asasinarea reprezentanților Sfintei Inchiziții de către aproximativ 50 de bărbați din Montségur, la Avignonet, pe 28 mai 1242, a fost motivul ultimei expediții de cucerire a castelului.

## Legături externe
- fr  Ministry of Culture database entry for Château de Montségur * Photos of Montsegur Arhivat în 24 septembrie 2015, la Wayback Machine.
- en  Ministry of Culture photos